# Salomon Joachim Halberstam

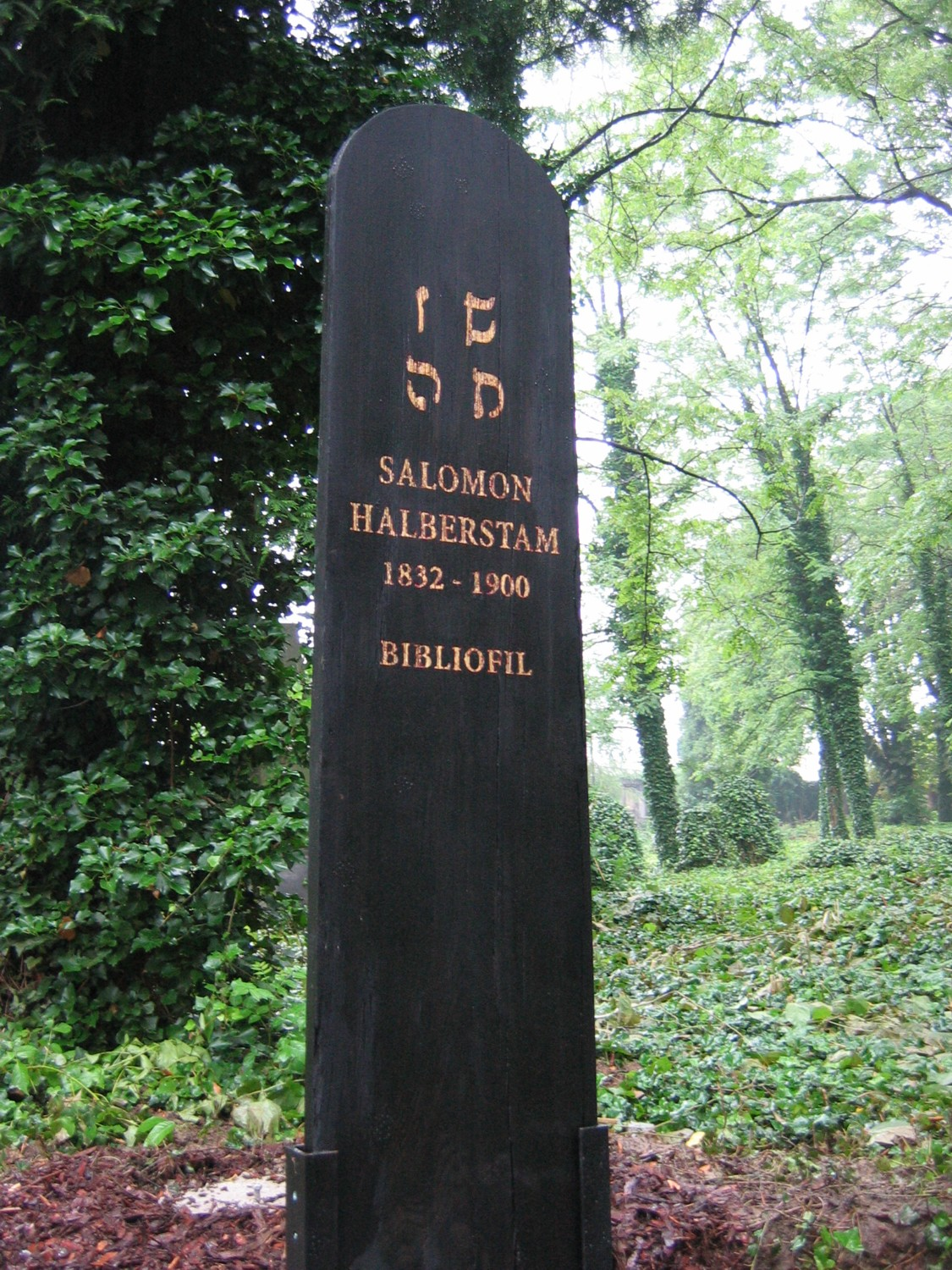
Grób Salomona Joachima Halberstama na cmentarzu żydowskim w Bielsku-Białej

Salomon Joachim (Chaim) Halberstam (שזחה), (ur. 23 lutego 1832 w Krakowie, zm. 24 marca 1900 w Bielsku) – urodzony w żydowskiej rodzinie, polski bibliofil, kolekcjoner, publicysta, kupiec, twórca składającej się z kilkuset pozycji kolekcji hebrajskich rękopisów i rzadkich druków.

## Życiorys
Urodził się w Krakowie w rodzinie żydowskiej, jako syn Izaaka Halberstama – galicyjskiego kupca i uczonego-amatora. W 1860 wzbogaciwszy się na handlu, przeprowadził się do Bielska, gdzie rozwijał swoje zainteresowania judaizmem, biblistyką; zajmował się również bibliofilstwem, nie porzucając jednak kupiectwa. Był również publicystą oraz pisał do niemieckich i hebrajskich czasopism drobne opracowania naukowe. Utrzymywał kontakty z żydowskimi uczonymi: Adolfem Jellinkiem, Davidem Kaufmannem, Moritzem Steinschneiderem i Heinrichem Graetzem.
U schyłku XIX wieku stał się jedną z najważniejszych postaci żydowskiej publicystyki w Wiedniu. Aktywnie uczestniczył również w życiu naukowym. Założył towarzystwo i wydawnictwo Mekitze Nirdamim, którego był sponsorem i jednym z dyrektorów. Czasami drukował tam swoje prace. Wiele jego tekstów ukazało się w zbiorowych wydawnictwach Graetza, Steinschneidera, Kaufmanna i Kohuta.
W swoim domu przy ul. Wzgórze w Bielsku założył prywatny księgozbiór, składający się z 411 hebrajskich rękopisów i rzadkich druków, który w 1890 został przez niego skatalogowany w publikacji Kehilat Szlomo. Po jego śmierci zbiory zostały rozproszone. Największą część manuskryptów zakupił Montefiore College w brytyjskim Ramsgate (dziś kolekcja znajduje się w Jews' College w Londynie), z kolei większość druków i nieznaczna część rękopisów została zakupiona przez Mayera Sulzbergera dla biblioteki Żydowskiego Seminarium Teologicznego w Ameryce (Nowy Jork), reszta trafiła do biblioteki Gminy Żydowskiej w Wiedniu. Powołanej w okresie międzywojennym w Bielsku bibliotece im. S. J. Halberstama nie udało się pozyskać żadnych znaczących pozycji z jego księgozbioru.
Salomon Halberstam zmarł w Bielsku i został pochowany w Alei Zasłużonych na cmentarzu żydowskim przy ul. Cieszyńskiej. Podczas II wojny światowej jego nagrobek został skradziony. 22 czerwca 2009 odsłonięto nowy nagrobek w kształcie macewy, wykonany z czarnego dębu.

## Ważniejsze prace
- 1868: Chiddusze ha-Ritba'al Nidda – praca Jom Towa ben Abrahama poświęcona talmudycznemu traktatowi Nidda.
- 1874: Sefer ha-'Ibbur – studium Abena Ezry poświęcone kalendarzowi.
- 1874: Tagmule ha-Nefesh – autorstwa Hillela ben Samuela.
- 1878: Iggeret bikoret – uwagi do pracy Jellinka pt. Konteros Tarjag.
- 1879: Takkanot chachamim
- 1885: Perush Sefer Jecira – komentarz do Księgi Jecira autorstwa Judy ben Barzilaja.
- 1888: Sich Yicchak – dzieło autorstwa Izaaka Halberstama, obejmujące m.in. genealogię rodu Halberstamów.
- 1890: Kehilat Szlomo – kompletny katalog zbiorów znajdujących się w księgozbiorze Halberstama.
- 1900: Sefer ha-Sheratot